# أندي سكوت
أندي سكوت (بالإنجليزية: Andy Scott)‏ (2 أغسطس 1972 في المملكة المتحدة - ) هو مدرب كرة قدم ولاعب كرة قدم بريطاني في مركز جناح ‏. لعب مع أكسفورد يونايتد وشيفيلد يونايتد ونادي برينتفورد ونادي بوري ونادي تشيسترفيلد ونادي ليتون أورينت وساتون يونايتد.

## وصلات خارجية
- أندي سكوت على موقع قاعدة بيانات كرة القدم.إي يو (الإنجليزية)
- أندي سكوت على موقع Soccerbase.com (لاعب) (الإنجليزية)
- أندي سكوت على موقع Soccerbase.com (مدرب) (الإنجليزية)
- أندي سكوت على موقع عالم كرة القدم.نت (الإنجليزية)